# Луйк, Юри
Ю́ри Луйк (эст. Jüri Luik; род. 17 августа 1966, Таллин, Эстонская ССР, СССР) — эстонский дипломат и политик, с 2021 года представитель Эстонии в НАТО, в прошлом трижды занимал пост министра иностранных дел и министра обороны Эстонии.

## Биография

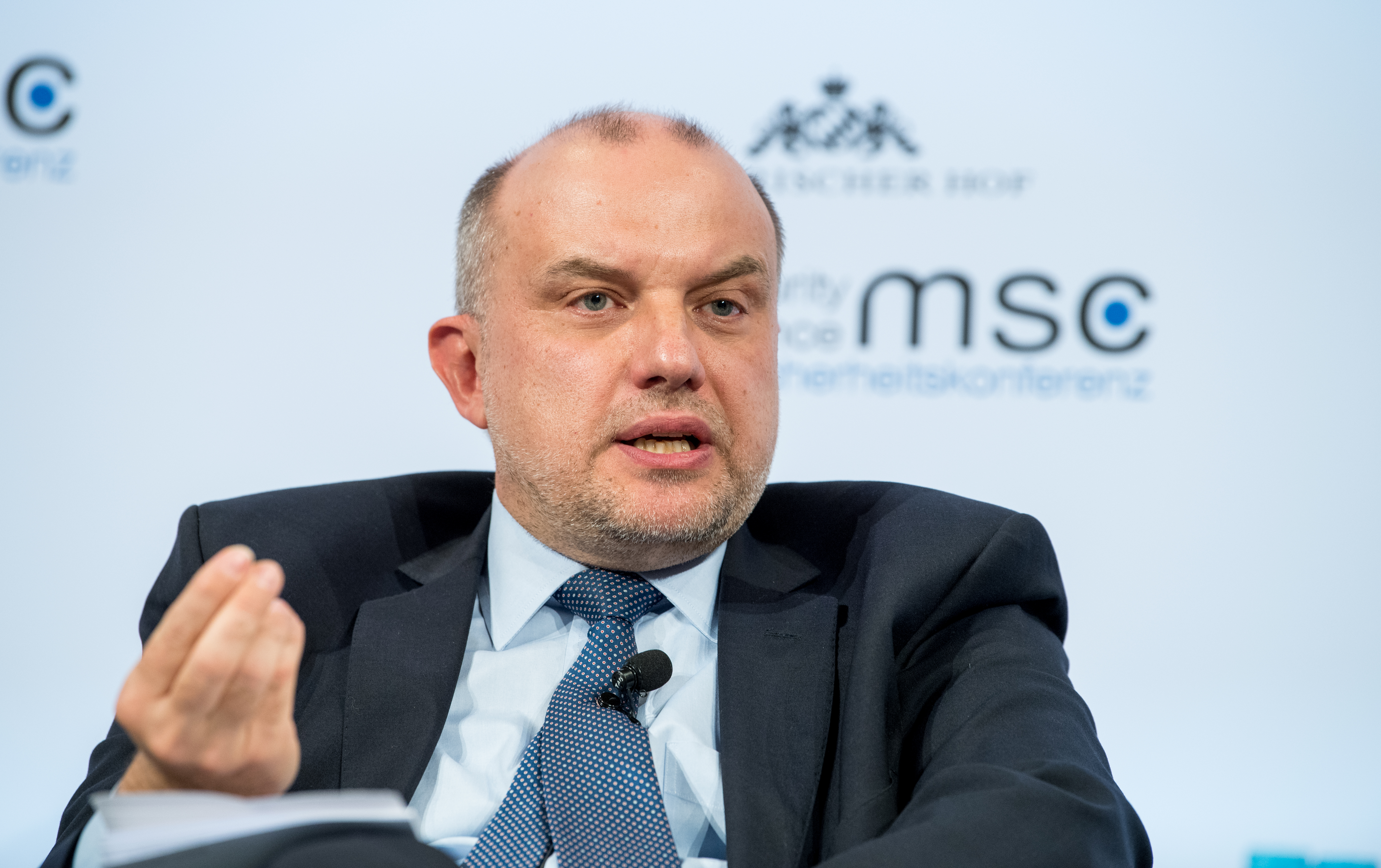
На Мюнхенской конференции по безопасности 2018 года

Сын онколога, заслуженного врача Эстонской ССР Александра Гаврилова (1912—1999) и рентгенолога Лилиан Луйк (1926–2023). Окончил Тартуский университет в 1989 году, квалификация «журналист». В 1988 году стал редактором журнала «Vikerkaar».
С 1991 года работал в Министерстве иностранных дел Эстонии по предложению Леннарта Мери. Был сотрудником посольства Эстонии в Лондоне, в 1992 году избран в Парламент Эстонии. В 1992—1994 годах — министр в первом правительстве Марта Лаара, сначала как министр без портфеля, позже министр обороны. С 7 января 1994 по 17 апреля 1995 года — министр иностранных дел Эстонии, член консервативной партии «Союз Отечества» в правительстве Андреса Таранда.
В 1995—1996 годах член фонда Карнеги, в 1996—1999 годах постоянный представитель Эстонии в НАТО и странах Бенилюкс, в 1999—2002 годах министр обороны во втором правительстве Марта Лаара. Возглавлял делегацию Эстонии в 2002—2003 годах в рамках программы НАТО «Восточное партнёрство».
В сентябре 2003 года назначен Чрезвычайным и Полномочным Послом Эстонии в США, до 2007 года также занимал должность послов в Канаде и Мексике, уступив позже пост Вяйно Рейнарту. До 2012 года представитель Эстонии в НАТО, в 2013—2015 годах посол Посольства Эстонии в России. В августе 2015 года назначен директором Международного центра обороны и безопасности в Таллине.
12 июня 2017 года снова занял пост министра обороны Эстонии, сменив Маргуса Тсахкну в правительстве Юри Ратаса — по опросам фирмы Kantar Emor, он считался наиболее популярным кандидатом среди граждан Эстонии. За время его работы были арестованы два офицера Сил обороны Эстонии (Денис Метсавас и Петр Волин), которые обвинялись в разглашении секретной информации и её передаче российской разведке.
В 2019 году выступил против восстановления права голоса Российской Федерации в ПАСЕ.

## Награды
- Великий офицер ордена Почётного легиона (2001, Франция)[7]
- Крест «За заслуги» (2020, Министерство иностранных дел Эстонии)[8]